# 26年 (电影)
26年（： 26 Nyeon）是2012年上映的一部韩国电影，改编自姜草2006年在网上连载的Webtoon漫畫。影片讲述一个虚构故事，五个普通人联合起来，刺杀1980年5月光州事件中下令对平民大屠杀的罪魁祸首。

## 剧情
故事涉及上韩国历史上最悲惨和最关键的事件—光州事件，1980年5月18日，在韩国光州，军队奉命向市民开火，造成数千人伤亡。据信命令来自国军保安司令、中央情报部长全斗焕，在影片中没有具体指出他的名字，但剧情中暗示了暗杀目标是他，全斗焕于1996年因为光州大屠杀被定罪，后来被总统金大中赦免。
26年后的2006年，大屠杀事件受害者遗属被召集起来，参与一项秘密行动，通过刺杀大屠杀责任人来实施报复。权正赫是一名新入职的警察，在大屠杀中失去了家人，他被指派参与前总统住处的安保工作。郭镇裴是一个犯罪集团的新成员，他的父亲在光州事件中遇害。射击运动员沈美进，大公司CEO金主世等人也参与其中。作为前总统，“那个人”住在首尔富裕地区，在警察的保护下，通过聪明才智、技巧和充分的资金，他们在射击距离内瞄准了目标...

## 演员
- 晋久 飾演 郭镇裴，幫媽媽顧著小吃攤，後來成為黑道。
- 韩惠轸 飾演 沈美进，是射击运动员，母親在光州事件中遭射入家裡的流彈擊中死去[7][8]
- 林瑟雍 飾演 权正赫，是警察局的新進員警[9]
- 裴秀彬 飾演 金朱安，金主世的養子暨秘書，父母也是光州事件受害者。
- 李璟荣 飾演 金主世，公司董事长，受害者召集人，光州事件時是政府戒嚴軍人。
- 张光 飾演 『那個人』，前總統。
- 趙德濟 飾演 馬室長，『那個人』的住所保安室長
- 金義聖 飾演 警察局組長
- 李美度 飾演 鎮裴的媽媽，在光州事件中失去丈夫而無法正常生活。
- 安奭奐 飾演 黑道老大，曾經幫助過鎮裴
- 金珉才 飾演 警察局組長

## 客串
- 千玗嬉 飾演 權正赫的姐姐
- 禹賢 飾演 土製槍枝製造者
- 朴赫權 飾演 姜宇赫，檢察署檢察官

## 制作过程
姜草的网络漫画说明了当时独裁政府的残酷镇压，并且着重描写了克服人际和社会障碍的方法。
2008年，该电影原本计划由李英海根据他自己改编剧本《29年》拍摄，由柳承范、柳承范、晋久、千虎珍、边希峰参演。但在影片开拍前10天，由于争议性的政治敏感内容，投资者退出了投资，影片制作被迫停止，传言说压力来自当时的保守党政府。
在停滞4年后，15000人在网上众筹了7亿韩元（64.6万美元），歌手李承焕捐款了10亿韩元（92.3万美元），电视主持人金济东也加入了投资。影片最终于2012年7月19日，在新演员和新导演的组合下开拍，2012年10月10日结束拍摄。影片片尾字幕长达10多分钟，包含了所有15，000名众筹者的名单。导演曹近鉉在影片发布会上表示：“当一个人做了某件严重错误的事情并伤害他人时，他至少应该道歉。即使他或她选择不这么做，他们也应当因为自己的所作所为受到惩罚，这不是什么政治想法，而是常识。”

## 票房
影片首映会登上票房榜首，首周售出1,108,714张票，2012年12月中，观影人数达到250万，截至2013年1月，观影人数接近300万。

## 奖项
第49届百想艺术大奖
- 男子新人演技奖 - 提名
- 新人导演奖 - 提名

2013釜日电影奖
- 最佳男主角 - 提名
- 最佳男配角 - 提名
- 最佳新导演 - 提名

2013青龙电影奖
- 最佳新演员 - 提名